# Bersone
Bersone is een gemeente in de Italiaanse provincie Trente (regio Trentino-Zuid-Tirol) en telt 290 inwoners (31-12-2004). De oppervlakte bedraagt 9,8 km², de bevolkingsdichtheid is 30 inwoners per km².

## Demografie
Bersone telt ongeveer 127 huishoudens. Het aantal inwoners daalde in de periode 1991-2001 met 3,0% volgens cijfers uit de tienjaarlijkse volkstellingen van ISTAT.
| Jaar | Inwoneraantal |
| ---- | ------------- |
| 1991 | 304           |
| 2001 | 295           |

## Geografie
Bersone grenst aan de volgende gemeenten: Daone, Praso, Pieve di Bono, Prezzo, Castel Condino.